# Ростов-Дон
«Ростов-Дон» — российский женский гандбольный клуб из Ростова-на-Дону. Основан в 1965 году, до 2002 года носил название «Ростсельмаш». Один из старейших клубов России. Многократный чемпион страны и обладатель Кубка страны, пятикратный обладатель Суперкубка страны, Обладатель Кубка европейских стран (1990), обладатель Кубка ЕГФ (2017), серебряный призер Лиги чемпионов ЕГФ (2019).

## История клуба

### Первые годы
1965 год — важная дата для спортивного клуба «Ростсельмаш». В сентябре создается женская гандбольная команда (на базе «Локомотива» и баскетбольной ДЮСШ-6), а 20 октября организуется первая в СССР детско-юношеская гандбольная школа «Старт». Организатор и первый директор школы А. Цуркан вместе с тренерским составом В. Гусевым, Э. Фертиком, Н. Ганжула и Л. Поповой сумели за короткое время добиться значительных результатов.

### СССР
Женская команда «Ростсельмаш» под руководством В. Гусева первого успеха на официальном уровне добилась через два года. Сыграв вничью с ведущей командой страны «Калининец» (Свердловск), завоевала серебряные медали Первенстве РСФСР 1967 года. А по итогам 1968 года игроки команды М. Боева и Т. Соловей были включены в список 22-х лучших гандболисток России.
В декабре 1971 года команду «Ростсельмаш» возглавил заслуженный тренер РСФСР Л. В. Невядомский. Заводским гандболисткам была поставлена задача: войти в число лучших команд страны, и уже в 1976 году они завоевали бронзовые медали Чемпионата СССР в высшей лиге. Сплав опыта и молодости позволил ростсельмашевкам в 1979 году впервые стать серебряными призерами Чемпионата СССР.
Гандболистки «Ростсельмаша» становились чемпионками СССР в 1990 — 91 гг., серебряными призерами в 1979—1982, 1989 гг., бронзовыми — 1976, 1988 гг., обладателями Кубка СССР 1980, 1982 гг., победителями Кубка обладателей кубков европейских стран 1990 года, участницами финалов европейских кубковых турниров.

### Россия
В июле 2007 года «Ростов-Дон» впервые в своей клубной истории выигрывает Кубок России. Тогда, по окончании сезона 2006/2007 в клубе сменился тренерский штаб. Вместо Ольги Карпенко и Игоря Еськова команду возглавил Михаил Аксёнов. Обыграв в финале Кубка России-2007 тольяттинскую «Ладу», ростовчанки сделали серьёзную заявку на грядущий сезон. Однако выше 4-го места подняться не смогли. Главным утешением в конце сезона 2007/2008 стал повторный выигрыш Кубка России. В 2009 году в команду вернулся в качестве главного тренера Сергей Белицкий.
В сезоне 2009/2010 в команду возвращается опытная Елена Сливинская, подтверждают свой уровень Марина Ярцева и Майя Петрова (в составе сборной России обе ростовчанки становятся чемпионами мира 2009 и получают звания Заслуженных мастеров спорта). Затем «Ростов-Дон» становится серебряным призером Кубка России. И наконец, в Финале четырех, победив в матче за третье место тольяттинскую «Ладу», донской клуб завоевывает бронзовые медали российской Суперлиги.
В сезоне 2010/2011 в серии послематчевых пенальти «Ростов-Дон» уступает в Финале Кубка России. Почти половину турнирной дистанции донской клуб занимает первую строчку турнирной таблицы и лишь ближе к концу чемпионата его обгоняет действующий чемпион страны. Именно с «Динамо» (Волгоград) и было разыграно звание чемпиона России. Уступив в двух встречах в один мяч, «Ростов-Дон» стал вице-чемпионом Суперлиги, и впервые среди игровых команд донского региона завоевал путевку в Лигу Чемпионов. По итогам чемпионата России Инна Суслина и Регина Шимкуте входят в символическую сборную чемпионата России 2010/2011.
Финальный поединок сезона 2011/2012 прошел в противостоянии волгоградских и ростовских гандболисток. После проигрыша в один мяч в Ростове-на-Дону, во втором матче на Волге за 12 секунд до финального свистка Эмилия Турей с 7-метрового штрафного совершает бросок в штангу и упускает победу. В серии послематчевых пенальти сильнее оказывается «Динамо». Однако в Финале четырех розыгрыша Кубка России «Ростов-Дон» становится победителем.
На протяжении сезона 2012/2013 ростовчанки не теряют на своей площадке ни одного очка в регулярном первенстве, но в решающей, третьей финальной встрече за «золото» уступают — и получают только «серебро». В коллекции трофеев того сезона — вновь подтверждение звания лучшей кубковой команды России и самый длинный путь в Еврокубках среди всех российских команд, который привел «Ростов-Дон» в 1/2 финала Кубка Кубков Европы. В этом розыгрыше Регина Шимкуте с 56 голами становится лучшим снайпером престижного европейского турнира.

### Новейшая история
В сезоне 2014/2015 «Ростов-Дон» выиграл чемпионат страны (впервые с 1994 года), завоевал Кубок и Суперкубок России, а также стал финалистом Кубка ЕГФ. На следующий год команда впервые в истории дебютировала в групповом этапе Лиге чемпионов и дошла до четвертьфинала. Кроме того, в сезоне 2015/2016 «Ростов-Дон» выиграл Кубок России, а также стал серебряным призером национального чемпионата.
На Олимпиаде-2016 в Рио-де-Жанейро шесть гандболисток «Ростов-Дона» в составе сборной России завоевали золотые медали. В сезоне 2016/2017 «Ростов-Дон» сделал «золотой покер», выиграв четыре трофея: Суперкубок России, Кубок России, Чемпионат России и Кубок ЕГФ.
Летом 2017 года команда выиграла престижный предсезонный турнир в Македонии — Vardar Trophy 2017, а затем завоевала Суперкубок России 2017, победив краснодарскую «Кубань». «Ростов-Дон» стал триумфатором чемпионата России 2017/2018, обладателем Кубка и Суперкубка страны и впервые вышел в Финал 4-х Лиги чемпионов.
В сезоне 2018/2019 клуб победил в чемпионате России, Кубке и Суперкубке страны, а также впервые стал серебряным призером Лиги чемпионов.
Сезон 2019/2020 «Ростов-Дон» начал с победы над «Ладой» в матче за Суперкубок России, а затем вышел в четвертьфинал Лиги чемпионов и Финал 4-х Кубка России, после чего сезон был приостановлен из-за пандемии коронавируса. Чемпионат России был завершен досрочно после предварительного этапа, и ростовскую команду признали чемпионом страны.

## Достижения

### Чемпионат СССР
- Победитель чемпионата СССР — 1990, 1991
- Серебряный призёр чемпионата СССР — 1979, 1980, 1981, 1982, 1989
- Бронзовый призёр чемпионата СССР — 1976, 1988

### Кубок СССР
- Обладатель Кубка СССР — 1980, 1982

### Чемпионат России
- Победитель чемпионата России — 1994, 2015, 2017, 2018, 2019, 2020, 2022
- Серебряный призёр чемпионата России — 1993, 1995, 2011, 2012, 2013, 2016, 2021, 2023, 2024, 2025
- Бронзовый призёр чемпионата России — 1996, 1997, 2001, 2002, 2003, 2004, 2005, 2010, 2014

### Кубок России
- Обладатель Кубка России по гандболу среди женщин — 2007, 2008, 2012, 2013, 2015, 2016, 2017, 2018, 2019, 2020, 2021,2025
- Финалист Кубка России по гандболу среди женщин — 2010, 2011, 2022, 2024

### Суперкубок России
- Обладатель Суперкубка России — 2015, 2016, 2017, 2018, 2019, 2020, 2021
- Финалист Суперкубка России — 2022, 2024

### Еврокубки
- Участник Финала четырёх Лиги чемпионов ЕГФ — 2017/2018, 2018/2019
- Серебряный призер Лиги чемпионов — 2019
- Обладатель Кубка обладателей кубков европейских стран — 1990
- Обладатель Кубка ЕГФ — 2017
- Финалист Кубка ЕГФ — 2015
- Полуфиналист Кубка обладателей кубков европейских стран — 2013, 2014

## Состав
| №  |             | Поз. | Имя                 | Год рождения |
| -- | ----------- | ---- | ------------------- | ------------ |
| 6  | Флаг России | Кр   | Юлия Манагарова     | 1988         |
| 8  | Флаг России | Лин  | Анна Сень           | 1990         |
| 11 | Флаг России | Вр   | Анастасия Лагина    | 1995         |
| 12 | Флаг России | Вр   | Юлия Грацкевич      | 1994         |
| 13 | Флаг России | Пср  | Анна Шапошникова    | 1999         |
| 15 | Флаг России | Кр   | Екатерина Левша     | 1993         |
| 19 | Флаг России | Лин  | Ксения Макеева      | 1990         |
| 24 | Флаг России | Кр   | Алёна Баландина     | 2007         |
| 25 | Флаг России | Раз  | Ярослава Фролова    | 1997         |
| 27 | Флаг России | Вр   | Анастасия Казьменко | 2004         |

| №  |             | Поз. | Имя                 | Год рождения |
| -- | ----------- | ---- | ------------------- | ------------ |
| 36 | Флаг России | Кр   | Сабина Казиханова   | 2004         |
| 42 | Беларусь    | Пср  | Алина Кишко         | 2002         |
| 44 | Флаг России | Пср  | Анастасия Шавман    | 1999         |
| 51 | Флаг России | Раз  | Милана Таженова     | 1999         |
| 63 | Флаг России | Кр   | Кристина Кожокарь   | 1994         |
| 66 | Флаг России | Пср  | Юлия Бабенко        | 2004         |
| 75 | Флаг России | Лин  | Алёна Амельченко    | 1995         |
| 76 | Флаг России | Пср  | Екатерина Зеленкова | 1999         |
| 81 | Флаг России | Пср  | Дарья Стаценко      | 2003         |
| 88 | Флаг России | Кр   | Полина Кузнецова    | 1987         |

## Тренерский штаб

### Основной состав
- Ирина Дибирова — главный тренер
- Дмитрий Ковалёв — тренер
- Даниел Юришич — тренер по физподготовке
- Александр Матич — тренер
- Бранка Йованович — тренер вратарей

### Ростов-Дон-2-УОР
- Александр Бурмистров — главный тренер
- Майя Петрова — тренер
- Галина Габисова — тренер вратарей
- Дмитрий Александров — тренер по силовой и кондиционной подготовке

### Ростов-Дон-3
- Сергей Белицкий — главный тренер
- Марина Калюжина — тренер
- Галина Габисова — тренер вратарей

## Главные тренеры
СССР
- Виктор Гусев (1965—1971)
- Леомарк Невядомский (1971—1983)
- Борис Сыч (1983—1985)
- Семен Полонский (1986)
- Александр Панов (1987—1991)

Россия
- Сергей Аванесов (1992—1994)
- Виктор Рябых (1995—2000)
- Сергей Белицкий (2001—2006)
- Ольга Карпенко (2006—2007)
- Михаил Аксенов (2007—2009)
- Сергей Белицкий (2009—2014)
- Ян Лесли (2014—2016)
- Фредерик Бужан[англ.] (2016—2018)
- Амброс Мартин (2018—2020)
- Томаш Главаты (2020, и. о.)
- Пер Юханссон (2020—2022)
- Томаш Главаты (2022, и. о.)
- Эдуард Кокшаров (2022—2023)
- Александр Бурмистров (2023, и. о.)
- Ирина Дибирова (2023—н. в.)

## Арена и база
Домашней площадкой клуба является ростовский Дворец спорта. Был открыт 20 октября 1967 года. Одно из самых крупных спортивных сооружений Юга России. На момент постройки входил в пятерку лучших спортивных сооружений СССР. По состоянию на март 2024 года Дворец закрыт на реконструкцию, ожидаемый срок окончания работ - 1 сентября 2025 года. На время проведения ремонтных работ домашней площадкой клуба является "Крытый футбольный манеж" Ростовского областного училища олимпийского резерва, находящийся по адресу Будённовский проспект, 101. Кроме того, прорабатывается вопрос строительства новой «Гандбол-Арены».
Тренировочная база клуба — спортивный комплекс «Олимп», расположенный в Парке культуры и отдыха им. Н.Островского в Ростове-на-Дону.

## Известные игроки, выступавшие за клуб
- Любовь Бережная (1976—1978)
- Наталья Цыганкова (Лапицкая) (1986—1990)
- Наталья Морскова (1983—1991)
- Ирина Полторацкая (1997—2000)
- Галина Колотилова (1971—2001)
- Татьяна Дронина (2002—2005)
- Яна Ускова (2006—2009)
- Инна Суслина (1997—1998, 2010—2012)
- Эмилия Турей (2011—2012)
- Ана Джокич (2012—2013)
- Соня Барьяктарович (2012—2015)
- Анджела Булатович (2014—2015)
- Катрине Лунде (2015—2017)
- Майя Петрова (2003—2020)
- Елена Сливинская
- / Яна Васильева
- Ольга Ворона
- / Лариса Киселёва
- Оксана Роменская
- Ирина Ширина
- Ольга Санько
- Алина Долгих
- // Людмила Шевченко
- / Анна Бурмистрова